# 卡尔·达洛
卡尔·达洛 （英語：Karl Darlow，1990年10月8日—），英格蘭足球運動員，司職守門員，效力於英冠球隊列斯聯。

## 球會生涯
达洛16歲時便被阿士東維拉放棄，一星期後維拉守門員教練艾历·史迪尼向诺丁汉森林推薦达洛，接著他便與森林青年軍簽約。在預備隊出色的表現，使他在2010/11球季提拔上一隊成為二號守門員，並在球季最後一場比賽首次參加職業聯賽，該場對水晶宫比賽中替補身份換下李爾·甘普，森林以3-0獲勝並取得晉級附加賽資格。
2012年3月，达洛被外借至全國聯球會纽波特郡一個月，首場比賽對盖茨黑德並以1-0獲勝。2012年9月21日，他被外借到沃尔索尔一個月，外借期間與母會森林簽下三年新約至2015年。10月22日，他的外借期延長至12月22日。可是森林的替補守門員迪米特尔·叶夫季莫夫受傷，他被提前召回。
2013年1月1日轉會窗開啟後，他被外借重返沃尔索尔至球季結束，但由於森林的一號門將李爾·甘普表示有意離隊，他在1月10日被召回解決森林門將問題的燃眉之急。1月12日以2-1擊敗彼得堡聯後，主教練亚历克斯·麥克萊什表示达洛會成為一號門將。
2013/14球季，达洛獲分發1號球衣，成為了球隊的絕對主力。新球季中他首三場聯賽均保持不失球，對沃特福德的賽事才被攻破大門，是英冠聯賽最後一位失球的守門員。
2014年8月9日，他與英超球會纽卡斯尔联簽約加盟，並外借回諾定咸森林一個賽季。

## 國家隊生涯
达洛的祖父肯·李克在因西比盧出生，因此他有資格代表威爾斯參賽，但威爾斯足球協會表示达洛拒絕了威爾斯的邀請參加2013年月6日的友誼賽。

## 榮譽

### 球會
紐卡索聯
- 英格蘭足球冠軍聯賽冠軍：2016–17賽季

## 外部連結
- 足球数据库：卡尔·达洛的球员统计数据